# Rose-Marie Pierre
Pour les articles homonymes, voir Pierre.
Rose-Marie Pierre est une joueuse de kayak-polo internationale française née le 12 octobre 1980.
Inscrite au club de Saint Maur de 2002 à 2004, elle participe en 2008 au championnat de France N1F dans l'équipe de Tarbes Auch Midi-Pyrénées.

## Sélections
Sélections en équipe de France espoir
- Championnats d'Europe 2001 : Médaille d'or [2]

Sélections en équipe de France senior
- Championnats du monde 2002 : Médaille d'argent [3]
- Championnats d'Europe 2003 : Médaille d'argent [4]
- Championnats du monde 2004 : Médaille de bronze[5]